# 帆翼龍屬
帆翼龍屬（屬名：Istiodactylus）是種中等大小的翼龍類，生存於白堊紀早期。

## 體徵

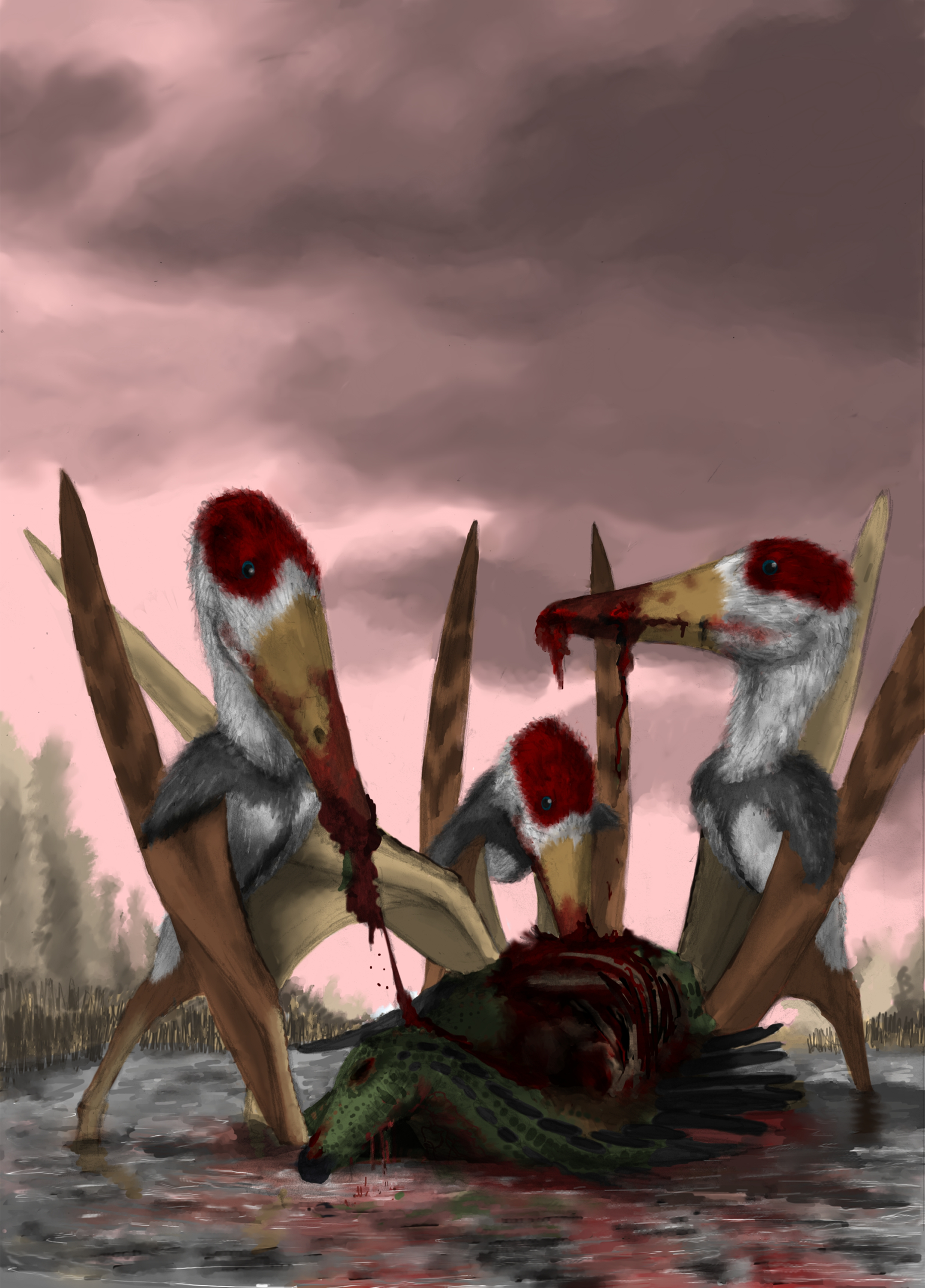
一群帆翼龍以河流中的劍龍類屍體為食

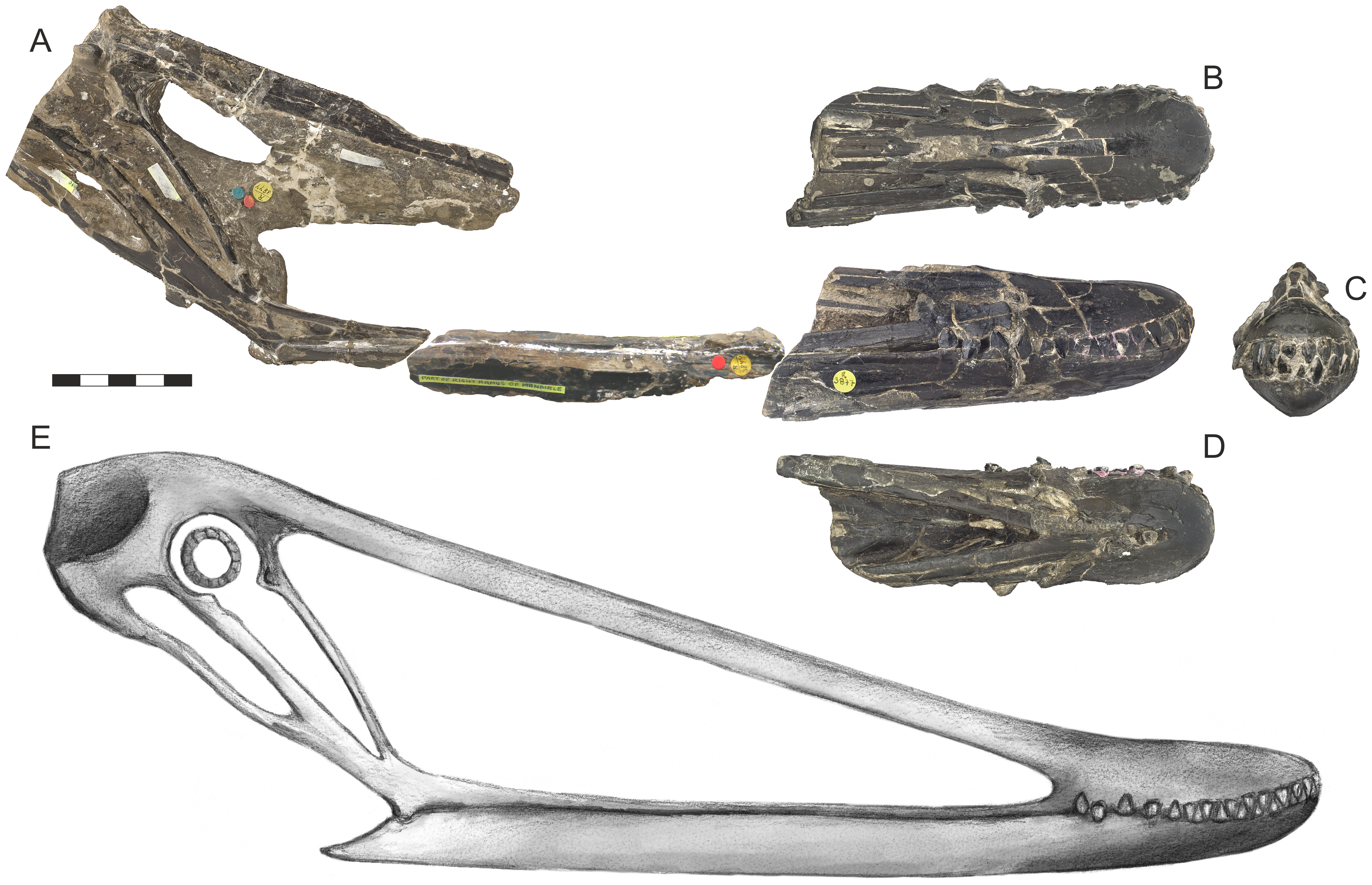
闊齒帆翼龍的頭顱骨與重建圖

帆翼龍是中大型翼龍類。早期研究估計，頭顱骨長達65公分，翼展長5公尺。在2012年，古生物學家馬克·維頓（Mark Paul Witton）估計最大型的頭顱骨（編號NHMUK R3877）長43公分，翼展約4.3公尺，約是無齒翼龍的一半大小。因為帆翼龍的吻突平坦而圓形，牠們有時被戲稱為鴨嘴翼龍。帆翼龍擁有小型、銳利的牙齒，牙齒成三角形、側向扁平，咬合時牙齒會互相交錯，相當適合捕食魚類。頭顱骨略短，大部分牙齒集中於頜部的前段。最近的研究認為帆翼龍可能是種食腐動物。

## 發現與種
在1887年，哈利·絲萊（Harry Govier Seeley）將發現於英格蘭威特島的骨盆化石，建立為鳥類的一屬，聯鳥龍（Ornithodesmus cluniculus）。在1901年，哈利·絲萊改變想法，認為聯鳥龍可能是種翼龍類。在1913年，雷金纳德·胡利（Reginald Hooley）將發現於威克蒂斯組（Vectis Formation）的化石，命名為聯鳥龍的第二個種，闊齒聯鳥龍（O. latidens），種名在拉丁文意為「寬的牙齒」。正模標本（編號BMNH R 0176）是一個部分身體骨骼，這些化石材料很明確是翼龍類化石。
在1980年代，聯鳥龍模式種（O. cluniculus）被歸類於獸腳類恐龍；而第二個種闊齒聯鳥龍明顯是種翼龍類，必須建立為新屬。在2001年，安德魯·米爾納（Andrew R.C. Milner）、大衛·馬提爾（David Martill）等人將其建立為獨立屬，闊齒帆翼龍（Istiodactylus latidens）。屬名在古希臘文意為「具有帆的手指」，意指手指之間的翼膜痕跡形狀像帆。米爾納等人同時建立帆翼龍科，以包含帆翼龍屬。
在2006年發現了第二個種，中國帆翼龍（I. sinensis）。正模標本（編號NGMC 99-07-011）是一個部分身體骨骼，來自於亞成年個體。中國帆翼龍的體型小於闊齒帆翼龍，大約只有63%的大小，體重估計約是闊齒帆翼龍的1/4。在2006年，中國翼龍類學家呂君昌提出中國帆翼龍是努爾哈赤翼龍的次異名，努爾哈赤翼龍也屬於帆翼龍科。馬克·維頓則提出帆翼龍、遼西翼龍可能是同種動物。

## 外部連結
- I. latidens at The Pterosaur Database (pdf)